# Dawny japoński system miar i wag
Dawny japoński system miar i wag (jap. 尺貫法 shakkan-hō) – tradycyjny system jednostek miary. Nazwę wzięto od dwóch jednostek miary: długości shaku i masy kan.
System japoński został oparty na chińskim systemie miar. Chiński system został przejęty w roku 701 i niewiele zmieniony. Wiele tajwańskich jednostek miar jest opartych na systemie shakkan.

W 1924 roku system shakkan został zastąpiony systemem metrycznym, a oficjalne używanie starych jednostek miar zostało zakazane 31 marca 1966 roku. Jednakże stare jednostki są dalej używane w takich dziedzinach, jak: ciesielstwo, rolnictwo, tradycyjne rzemiosło. Również grunty i powierzchnie mieszkalne w stylu japońskim podaje się w dawnych jednostkach tsubo i tatami. 
Do tradycyjnych japońskich jednostek miary długości i wagi należy monme (3,75 grama), który stał się jednym z uznanych na świecie standardów ważenia pereł.
Poniżej zaprezentowano najczęściej stosowane jednostki z ich odniesieniem do systemu metrycznego.

## XII–XVI wiek

### Miary długości
| Nazwa       | Odniesienie     | Zastosowanie       | Zachodni odpowiednik                              |
| rin         | -               | ogólna             | 0,303 mm                                          |
| bu          | 10 rin          | ogólna             | ok. 3,03 mm                                       |
| sun         | 10 bu           | ogólna             | ok. 3,03 cm                                       |
| shaku       | 10 sun          | ogólna             | ok. 30,303 cm                                     |
| gofuku-jaku | 1 shaku i 2 sun | dla tkanin         | ok. 36,363 cm                                     |
| kujira-jaku | ok. 1,25 shaku  | dla tkanin         | ok. 37,88 cm                                      |
| ken         | 6 shaku         | ogólna             | ok. 1,8 m (w zależności od regionu)               |
| chō         | 60 ken          | dla obszarów ziemi | od 105,42 m do 109,09 m (w zależności od regionu) |
| ri          | 36 chō          | dla obszarów ziemi | od 3,9 km do 4,3 km (w zależności od regionu)     |

### Miary powierzchni
| Nazwa           | Odniesienie      | Zachodni odpowiednik |
| tsubo / bu      | 1 ken kwadratowy | ok. 3,305 m²         |
| se              | 30 tsubo         | ok. 1 a              |
| tan             | 10 se            | ok. 10 a             |
| chō (60x50 ken) | 10 tan           | 9917 m2              |
| ri kwadratowe   | -                | ok. 16 km²           |

### Miary pojemności
| Nazwa | Odniesienie | Zachodni odpowiednik         |
| shaku | -           | 1,80 cl                      |
| gō    | 10 shaku    | 1,80 dl                      |
| shō   | 10 gō       | 1,80 l                       |
| to    | 10 shō      | 18 l                         |
| koku  | 10 to       | 180 l                        |
| hyō   | 4 koku      | 720 l (szczególnie dla ryżu) |

### Miary ciężaru
| Nazwa | Odniesienie                                   | Zachodni odpowiednik |
| momme | -                                             | 3,75 g               |
| kin   | od 100 do 180 momme (w zależności od regionu) | -                    |
| kan   | 1000 momme                                    | 3,75 kg              |

## Okres Meiji (1868–1912)

### Miary długości
| Nazwa | Odniesienie | Zachodni odpowiednik |
| bu    | 10 rin      | ok. 3,03 mm          |
| sun   | 10 bu       | ok. 3,03 cm          |
| shaku | 10 sun      | ok. 30,303 cm        |
| ken   | 6 shaku     | ok. 1,8182 m         |
| jō    | 10 shaku    | ok. 3,03 m           |
| chō   | 60 ken      | ok. 109,9 m          |
| ri    | 36 chō      | ok. 3,927 km         |

### Miary powierzchni
| Nazwa         | Odniesienie | Zachodni odpowiednik                    |
| tatami        | -           | ok. 1,8 x 0,9 m                         |
| tsubo         | 2 tatami    | ok. 3,35 m² (tylko powierzchnia gruntu) |
| tan           | -           | 1000 m² (ok. 10 a)                      |
| chō           | 10 tan      | ok. 1 ha (10 000 m²)                    |
| ri kwadratowe | -           | ok. 16 km²                              |

### Miary pojemności
| Nazwa | Odniesienie | Zachodni odpowiednik   |
| shō   | -           | 1,80 l                 |
| to    | 10 shō      | 18 l                   |
| koku  | 10 to       | 180 l                  |
| hyō   | 4 koku      | 720 l (tylko dla ryżu) |

### Miary ciężaru
| Nazwa         | Odniesienie | Zachodni odpowiednik |
| fun           | -           | 0,375 g              |
| momme / monme | 10 fun      | 3,75 g               |
| kin           | -           | ok. 600 g            |
| kan           | 1000 momme  | 3,75 kg              |